# Aphilopota semidentata
Aphilopota semidentata är en fjärilsart som beskrevs av Louis Beethoven Prout 1931. Aphilopota semidentata ingår i släktet Aphilopota och familjen mätare. Inga underarter finns listade i Catalogue of Life.